# Érigone fille d'Icarios
Pour les articles homonymes, voir Érigone.

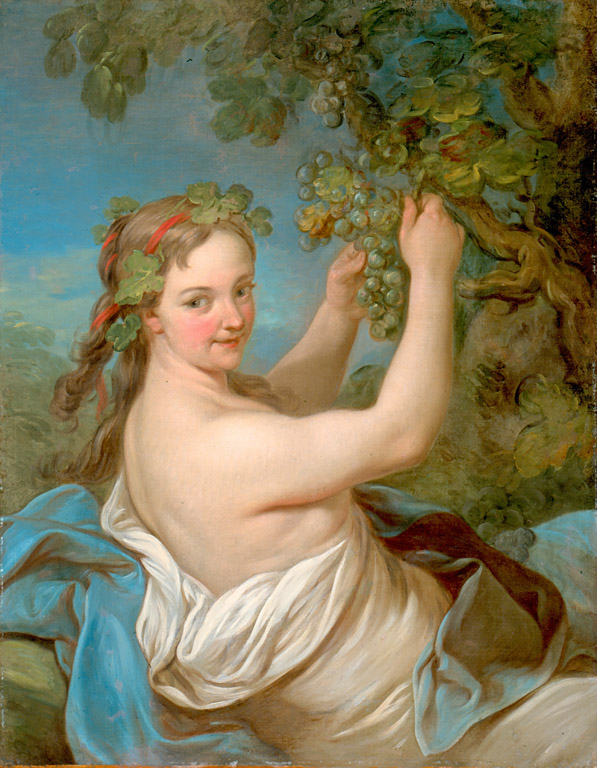
Érigone par Charles André van Loo (1747).

Dans la mythologie grecque, Érigone ou Èrigonè (en grec ancien Ἠριγόνη / Ērigónē) est fille de l'Athénien Icarios , qui avait introduit dans ses États le culte de Dionysos ; elle fut aimée du dieu qui, pour la séduire, se transforma en grappe de raisin. Le dieu lui enseigna ainsi l'art de la culture de la vigne.
Apprenant la mort de son père, massacré par des bergers ivres, elle se pendit de désespoir. Zeus, pour récompenser sa piété filiale, la plaça dans la constellation de la Vierge.

## Érigone dans les mythes

### Aimée de Dionysos

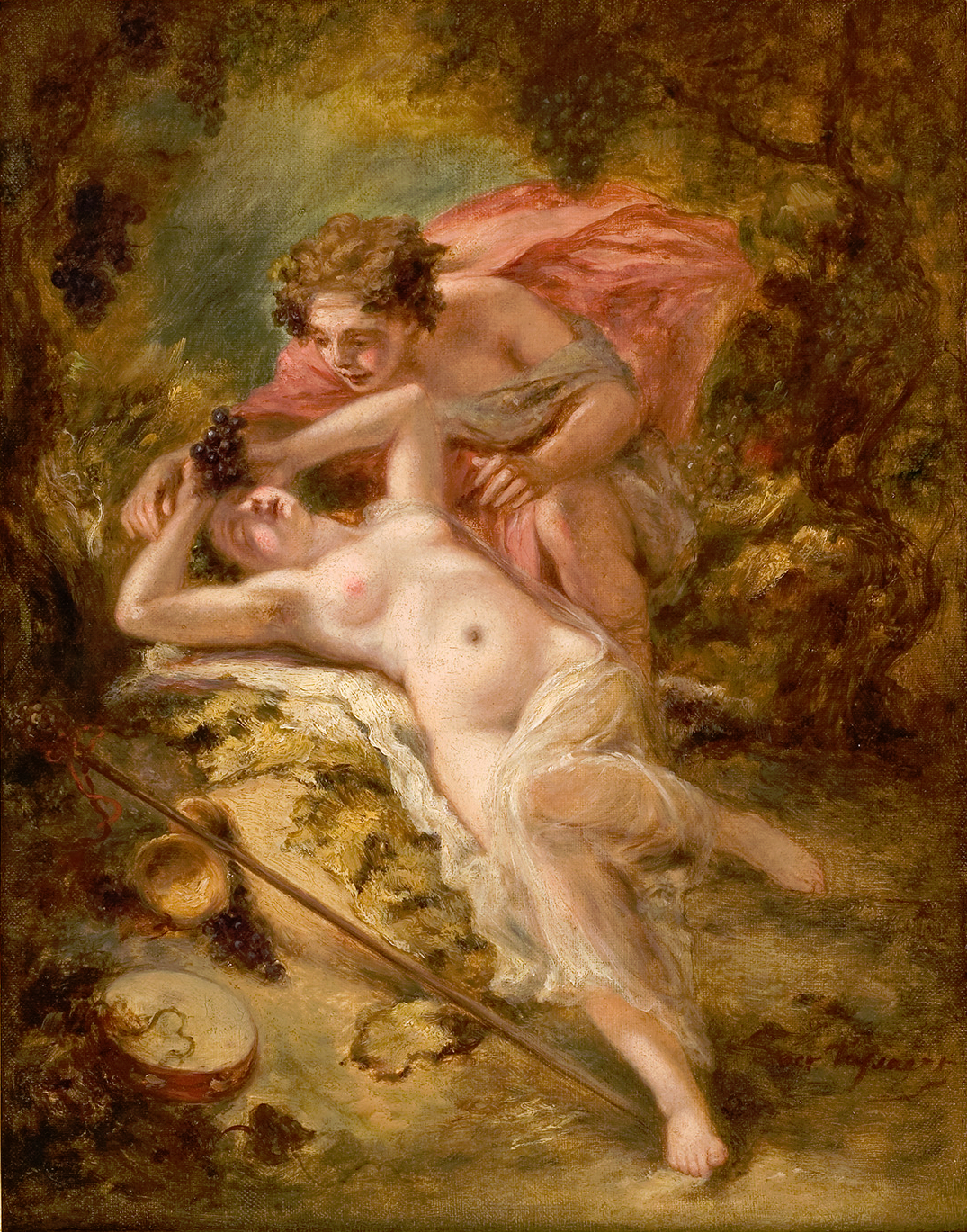
Bacchus et Érigone, par Octave Tassaert (entre 1850 et 1874). Musée Fabre, Montpellier.

Érigone est la fille de l'Athénien Icarios, à qui Dionysos avait enseigné l'art de la culture de la vigne et qui avait introduit son culte dans la région ; elle fut aimée du dieu qui, pour la séduire, se transforma en grappe de raisin. Le dieu lui enseigna à elle aussi la culture de la vigne.

### Mort d'Érigone
Un jour, inquiète de ne pas voir son père rentrer, elle partit en compagnie de sa fidèle chienne Maera
 pour le trouver. Celle-ci conduisit Érigone au corps de son père, massacré par des bergers ivres persuadés que ce dernier les avait empoisonnés, et qui l'enterrèrent sous un arbre. Les deux en furent si désespérées qu'Érigone se pendit au-dessus de la tombe et Maera sauta du haut d'une falaise. Dionysos, furieux, lança une malédiction sur les terres, conduisant toutes les jeunes filles d'Athènes, prises de folies, à se pendre à leur tour. La colère du dieu ne se calma que quand un culte à Icarios et Érigone fut instauré.

### La constellation de la Vierge
Suivant les versions, tantôt Zeus, pour récompenser sa piété filiale, tantôt Dionysos la plaça dans le ciel sous la forme de la constellation de la Vierge. Le dieu fit aussi d'Icarios la constellation du Bouvier et de Maera l'étoile de Procyon qu'il plaça dans la constellation du Petit Chien,.

## Culte d'Érigone
Pour célébrer Icarios, Érigone et Maera, un festival appelé festival d'Aiora (se balancer) fut instauré à Athènes. Pendant ce festival, des petites images étaient pendues aux arbres et des petits sacrifices de fruits étaient effectués. L'histoire d'Érigone peut avoir eu pour but d'expliquer l'origine de cette pratique cultuelle.